# English Cafe
《English Cafe》(잉글리쉬 카페)는 EBS 1TV에서 방영되었던 프로그램이다.

## 출연자
- 문단열
- 최재원
- 이지희
- 김민희
- 김영철
- 최은희
- 길수현
- 매튜
- 아이작
- 리사
- 보이드
- 마이클
- 클라라

## 잉카밴드
- 고헌균
- 명지은
- 홍대룡
- 오지영
- 우성원

## 역대 방송 시간
| 방송 기간                         | 방송 시간                             |
| --------------------------------- | ------------------------------------- |
| 2002년 8월 26일 ~ 2003년 2월 21일 | 매주 평일 밤 9시 30분 ~ 밤 9시 50분   |
| 2003년 2월 24일 ~ 2004년 2월 27일 | 매주 평일 밤 9시 25분 ~ 밤 9시 50분   |
| 2004년 3월 1일 ~ 2004년 8월 27일  | 매주 평일 저녁 7시 55분 ~ 밤 8시 20분 |
| 2004년 9월 6일 ~ 2005년 2월 25일  | 매주 평일 저녁 7시 45분 ~ 밤 8시 10분 |
| 2005년 2월 28일 ~ 2005년 8월 26일 | 매주 평일 저녁 7시 55분 ~ 밤 8시 20분 |
| 2005년 9월 5일 ~ 2006년 8월 25일  | 매주 평일 밤 9시 ~ 밤 9시 25분        |
| 2006년 8월 28일 ~ 2007년 8월 24일 | 매주 평일 밤 8시 55분 ~ 밤 9시 20분   |
| 2007년 8월 27일 ~ 2009년 2월 20일 | 매주 평일 아침 6시 35분 ~ 아침 7시    |

## 동일 소재 프로그램
- TV 영어마을